# Die Brandstifter Europas
Die Brandstifter Europas ist ein österreichisches Stummfilm-Historiendrama über die Ereignisse, die auf russischer Seite zum Ausbruch des Ersten Weltkriegs führten. Regisseur Max Neufeld übernahm die Hauptrolle des Zarin-Beeinflussers und sogenannten „Wundermönchs“ Rasputin, während sein Bruder Eugen Neufeld den russischen Kriegstreiber und Großfürsten Nikolajewitsch verkörperte. Weitere zentrale Rollen übernahmen Robert Valberg als für Russland spionierenden k.u.k.-Oberst Alfred Redl, Eugen Dumont als Lenin und Heinz Hanus als Zar Nikolaus II. von Russland.

## Handlung
Erzählt werden in episodenhafter Form die zentralen Russland betreffenden Ereignisse, die im Aus- (Spionagetätigkeit Oberst Redls im Dienste des Zaren in Österreich-Ungarn) wie im Inland (z. B. Ermordung Rasputins und Lenins Revolution) nachhaltig den politisch-militärischen Weg Russlands zwischen 1913 und 1918 bestimmten. Handlungsorte sind das Wiener Hotel Klomser (wo sich Redl 1913 selbst richtete) und der Prater, das Warschauer Militärkasino sowie der Winterpalast in St. Petersburg und Jekaterinburg, der Hinrichtungsstätte der Zarenfamilie.
Neben historisch Schlüssigem werden auch Kolportageelemente eingeflochten, etwa wenn aus dramaturgischen Gründen und solchen einer bewussten Emotionalisierung der Abhandlung eine Tänzerin namens Sonja Starewna in die Handlung eingeführt wird, die als Agentin des Zaren erst Oberst Redl zur Spionagetätigkeit verleitet und dann schließlich 1916 eine der treibenden Kräfte hinter der Ermordung Rasputins sein soll. Mit dem Auftritt Lenins, der Oktoberrevolution (1917) und schließlich dem Zarenmord 1918 endet dieser maskenbildnerisch wie auch architektonisch und kostümtechnisch aufwändige Bilderbogen.

## Produktionsnotizen
Die Brandstifter Europas, Untertitel Oberst Redls Erben, entstand Frühjahr/Mitte 1926 im Wiener Sievering-Atelier, angeblich nach der Auswertung geheimer Dokumente eines russischen Diplomaten. Der Film wurde am 17. September 1926 in Berlin uraufgeführt, die Wiener Premiere erfolgte in gleich acht Kinos am 8. Oktober desselben Jahres. Die Länge des Sechsakters betrug etwa 2200 Meter.
Die Filmbauten gestaltete Artur Berger, die Kostüme lieferte Lambert Hofer. Hans Schroll fertigte die umfangreichen historischen Masken an.

## Kritiken
In der Salzburger Chronik ist zu lesen: “Die Figuren sind größtenteils recht naturgetreu wiedergegeben, besonders Oberst Redl, Großfürst Nikolajewitsch entsprechen der [sic!] von ihnen bekannten Bildern. (…) Die Handlung … endet aber leider mit einer förmlichen Propaganda für den Bolschewismus, der angeblich dem russischen Volk die Freiheit gebracht hat.”
In Wiens kommunistischem Kampfblatt Die Rote Fahne heißt es: „Ein sowohl schauspielerisch, als regietechnisch nicht ungeschickt gedrehter Film. Interessant schon durch manche Szenen, die den Einfluß des „Potemkin“-Filmes aufzeigen. Die revolutionsfreundliche Tendenz ist auf das Erfolgskonto des „Potemkin“ zu buchen … Natürlich ist Krieg und Revolution im Spiegel eines Kleinbürgergehirns … dargestellt. (…). Trotz der Ohnmacht, historische Ereignisse zu verstehen; manche guten schauspielerischen und Regieleistungen. Diese widerspruchsvolle Erscheinung ist für bürgerliche Filme kennzeichnend.“
Der „Volksfreund“ wiederum stellte heraus: „Der Film ist ein Beitrag zur Schuldfrage am Weltkrieg. (…) Diese Männer der Geschichte wurden durch erfundene Frauen verbunden. Liebes- und Weltgeschichte sind gut miteinander vernietet. Ausgezeichnet komponiert ist die Szene, als Lenin auf der Reise nach Petersburg dem aus Petersburg fliehenden Großfürsten im Walde begegnet. Die Maske Eugen Dumonts als Lenin ist verblüffend echt. Die Besetzung der Rollen durch Wiener Künstler erweist sich als sehr vorteilhaft.“